# منتخب كينيا لهوكي الحقل للرجال
منتخب كينيا الوطني لهوكي الحقل للرجال (بالإنجليزية: Kenya men's national field hockey team)‏ هو ممثل كينيا الرسمي في المنافسات الدولية في هوكي الحقل.